# La casa de las dagas voladoras
La casa de las dagas voladoras (House of Flying Daggers, en chino, 十面埋伏; pinyin, shí miàn mái fú) es una película china del año 2004, dirigida por Zhang Yimou, con guion del propio director en colaboración con el escritor Li Feng, que debutó como guionista con "Hero", y Wang Bin, que conoció a Yimou en una tertulia sobre Ju Dou y que también colaboró con él en "Hero". La coreografía es del prestigioso Ching Siu-Tung, que participó también en Una historia china de fantasmas.
El título chino es el nombre de una famosa pieza de música tradicional china para pipa, que describe la batalla entre el general Xiang Yu, del Estado Chu, y las fuerzas Han, con anterioridad a la formación de la dinastía Han (en la banda sonora de la película aparece una versión corta tocada con guitarra). El título en español, La casa de las dagas voladoras, hace alusión a una sociedad secreta (飛刀門) que aparece en la película. 
Se rodó en Ucrania, ya que en China, según el director, ya no quedan grandes bosques.
La película es del género wuxia, similar en estilo a Wò hǔ cáng lóng, Hero y Guerreros del cielo y la tierra.
Como en otras películas wuxia, las escenas de lucha son el elemento más importante. La diferencia en La casa de las dagas voladoras es que se trata más de una película de amor que una típica cinta de artes marciales.

## Argumento
En el año 859, la dinastía Tang, que otrora había sido poderosa, se encuentra en decadencia. Se han formado numerosos grupos rebeldes, el mayor de los cuales es la Casa de las Dagas Voladoras, con base en el condado de Feng Tian. Las Dagas Voladoras roban a los ricos para dárselo a los pobres, de manera que obtienen el apoyo de los lugareños.
Los policías locales han conseguido matar al líder de las Dagas Voladoras, pero el grupo rebelde se hace cada vez más fuerte, debido a un misterioso nuevo líder. Jin y Leo, dos capitanes de policía, reciben la orden de matarlo en el plazo de diez días. Los dos policías arrestan a Mei (小妹: pinyin: Xiǎo Mèi), una bailarina ciega que es sospechosa de ser la hija del viejo líder. Cuando la encarcelan, Jin y Leo deciden ayudarla a escapar para seguirla hasta su líder; Jin fingirá ser un guerrero solitario llamado Viento, y la sacará de la prisión. Con esto obtendrá su confianza, y espera que así lo guiará hasta los cuarteles de las Dagas Voladoras. El plan funciona, pero Mei y Jin se enamoran en el camino. A distancia los sigue Leo; Jin y Leo se encuentran en secreto para discutir sus planes. Jin bromea sobre su seducción de la muchacha; Leo le advierte que no intime con ella.
Para añadir autenticidad al engaño, Leo y sus hombres persiguen a la pareja: la lucha es, sin embargo, falsa. Más adelante vuelven a ser atacados, pero esta vez los asaltantes parecen reales: Jin y Mei luchan por sus vidas y son salvados solo por la intervención de los lanzadores de dagas, que permanecen invisibles. Furioso, Jin se enfrenta a Leo, quien le explica que ha informado a la cadena de mando y su general ha asumido la persecución. Jin se da cuenta entonces de que pueden prescindir de él.
De nuevo, Jin y Mei son atacados por los hombres del general. Les sobrepasan notablemente en número; en el último momento se salvan cuando aparece la Casa de las Dagas Voladoras. Jin y Leo son capturados y llevados a sus cuarteles.
En este momento, se producen una serie de revelaciones sorprendentes. Mei no es ciega, ni tampoco es la hija del antiguo líder, solo lo fingía. Leo es, de hecho, un agente encubierto de las Dagas Voladoras, que han provocado toda esta cadena de acontecimientos para atraer al general a una batalla decisiva. Más aún, Leo está enamorado de Mei: la ha esperado durante tres años mientras trabajaba infiltrado.
Mei, sin embargo, no puede amar a Leo: durante los últimos días, se ha enamorado de Jin. Pero como Jin es ahora un problema, Nia, la líder de la Casa de las Dagas Voladoras, le ordena que lo mate. En lugar de hacerlo, Mei se lo lleva y lo libera: Jin le ruega a Mei que huya con él, pero ella se encuentra dividida entre su amor y su deber para con la Casa, y él debe marchar solo.
En las trágicas escenas finales, Mei decide cabalgar en busca de Jin, pero cae en una emboscada tendida por Leo, amargado por su rechazo y consumido por los celos debidos a Jin. Mientras Mei está agonizando, Jin regresa para encontrar a Leo, y se produce una épica batalla de honor. Al final, todos acaban mortalmente heridos: por fin, Jin acuna el cuerpo de Mei mientras Leo se marcha tambaleante hacia los bosques.

## Orígenes literarios
La película narra el tema de una hermosa mujer que trae aflicción a dos hombres. Este tema está tomado de un famoso poema escrito por el poeta de la dinastía Han Li Yannian (李延年):
北 方 有 佳 人， 絕 世 而 獨 立。
一 顧 傾 人 城， 再 顧 傾 人 國。
寧 不 知 傾 城 與 傾 國。
佳 人 難 再 得。
| Chino tradicional | Chino simplificado |
| --- | --- |
| 北方有佳人，絕世而獨立。 一顧傾人城，再顧傾人國。 寧不知傾城與傾國。 佳人難再得。                                                     | 北方有佳人，绝世而独立。 一顾倾人城，再顾倾人国。 宁不知倾城与倾国。 佳人难再得。 |
| Transcripción pinyin | Traducción español |
| Běifāng yǒu jiārén, juéshì ér dúlì. Yí gù qīng rén chéng, zài gù qīng rén guó. Nìng bù zhī qīng chéng yǔ qīng guó. Jiārén nán zài dé. | En el norte hay una belleza; superando el mundo, ella está sola. Una mirada suya destruirá una ciudad; otra mirada derrocará una nación. No se puede saber si va a ser una ciudad o una nación la que será derrocada. Pero sería difícil contemplar tanta belleza otra vez. |